# Бафомет
Бафомет је идол или слика. Понекад се описује и као идол са људском лобањом, глава са два лица, идол у облику мачке глава са брадом.
Током гушења Темпларског реда инквизиција је тврдила да витезови користе Бафомета током церемоније иницијације. Између осталог и због тога је тај ред проглашен јеретичким од стране католичке цркве. 
Много познатији опис Бафомета је у форми хуманоидне козе са крилима са грудима и бакљом између рогова. Овај опис долази од слике Елифаса Левија 1854. (Dogme et rituel de la haute magie) (на енглеском Transcendental Magic). Левијев опис се не слаже у потпуности са историјским описом Темплара. 
Бафомет је, као што се види из Левијевог описа, често коришћен као синоним за Сатану или демона. 
Постоји много теорија о пореклу речи.